# Destroy Erase Improve
| Оценки критиков | Оценки критиков |
| Источник        | Оценка          |
| --------------- | --------------- |
| AllMusic        | [ 1 ]           |
| Pitchfork       | 7.9/10          |

Destroy Erase Improve — второй полноформатный альбом шведской метал-группы Meshuggah, выпущенный 25 июля 1995 года на лейбле Nuclear Blast. Это первый альбом в составе группы для ритм-гитариста Мартена Хегстрема.
Кевин Стюарт назвал Destroy Erase Improve "одним из определяющих альбомов 90-х, из-за уникального сплава жанров, оставившего след на последующих метал-альбомах. Критик Мартин Попоф назвал Destroy Erase Improve квинтэссенцией чистого звучания Meshuggah, а также отметил то значительное влияние, которое оказал этот альбом на становление мат-метала и популяризацию джента.
Журнал Rolling Stone включил альбом в список «50 лучших альбомов прогрессивного рока всех времен» под 42 номером и в список «100 величайших метал-альбомов всех времен» под 77 номером.

## Список композиций
| №   | Название                                       | Текст песни    | Музыка               | Длительность |
| --- | ---------------------------------------------- | -------------- | -------------------- | ------------ |
| 1.  | «Future Breed Machine»                         | Хааке          | Тортендаль           | 5:48         |
| 2.  | «Beneath»                                      | Хааке          | Тортендаль           | 5:38         |
| 3.  | «Soul Burn»                                    | Хааке          | Хааке, Тортендаль    | 5:17         |
| 4.  | «Transfixion»                                  | Хааке          | Хегстрём, Тортендаль | 3:33         |
| 5.  | «Vanished»                                     | Хааке          | Тортендаль           | 5:04         |
| 6.  | «Acrid Placidity»                              | (instrumental) | Хегстрем             | 3:15         |
| 7.  | «Inside What's Within Behind»                  | Хааке          | Кидман, Тортендаль   | 4:30         |
| 8.  | «Terminal Illusions»                           | Кидман         | Тортендаль           | 3:47         |
| 9.  | «Suffer in Truth»                              | Кидман         | Кидман               | 4:19         |
| 10. | «Sublevels»                                    | Хааке          | Тортендаль           | 5:14         |
| 11. | «Humiliative» (Japanese bonus track)           | Хааке          | Кидман, Тортендаль   | 5:15         |
| 12. | «Ritual» (Japanese bonus track)                | Кидман         | Кидман               | 6:15         |
| 13. | «Gods of Rapture» (live, Japanese bonus track) | Хааке          | Тортендаль           | 4:55         |

## Участники записи
Meshuggah
- Йенс Кидман — вокал
- Фредрик Тордендаль — гитара, синтезатор
- Мортен Хагстрём — гитара
- Томас Хааке — ударные, вокал (на «Inside What’s Within Behind», «Suffer in Truth», и «Sublevels»)
- Петер Нордин — бас-гитара

Производство
- Дэниел Бергстренд — сведение, продюсирование, мастеринг
- Фредрик Тортендаль — сведение
- Meshuggah — дизайн обложки
- Peter In De Betou — мастеринг (Stockholm)
- Stefan Gillbald — оформление